# 隠岐空港
隠岐空港（おきくうこう、Oki Airport）は、島根県隠岐郡隠岐の島町（島後島）にある地方管理空港である。島前地域を含めた隠岐諸島における唯一の空港で、隠岐世界ジオパーク空港（おきせかいジオパークくうこう）の愛称が付けられている。

## 概要
隠岐の島町の中心地から南に約3km（15分）離れた岬半島の先端部に位置する。1965年（昭和40年）8月1日に開港。1999年（平成11年）より南側隣接地に新空港の建設を開始し、2006年（平成18年）より現空港として使用を開始している。
08/26方向に2000mの滑走路を持つ。平行誘導路はなく、滑走路両端にターニングパッドを備える。着陸帯の幅は150mであり、計器着陸装置としてはローカライザー（LLZ/T-DME、滑走路08）に対応している。
空港ターミナルビルは滑走路南東側に1棟あり、国内線専用である。小規模なターミナルではあるが、ボーディングブリッジが1基設置されている。空港ターミナルビルに隣接するエプロンには、小型ジェット機用1バース、プロペラ機用3バースが設けられている。
年間利用者数は、国内32,294人（2021年度、チャーター便を除く）。なお、コロナ禍前の2019年度は59,238人の利用者数を記録している（チャーター便を除く）。

## 歴史

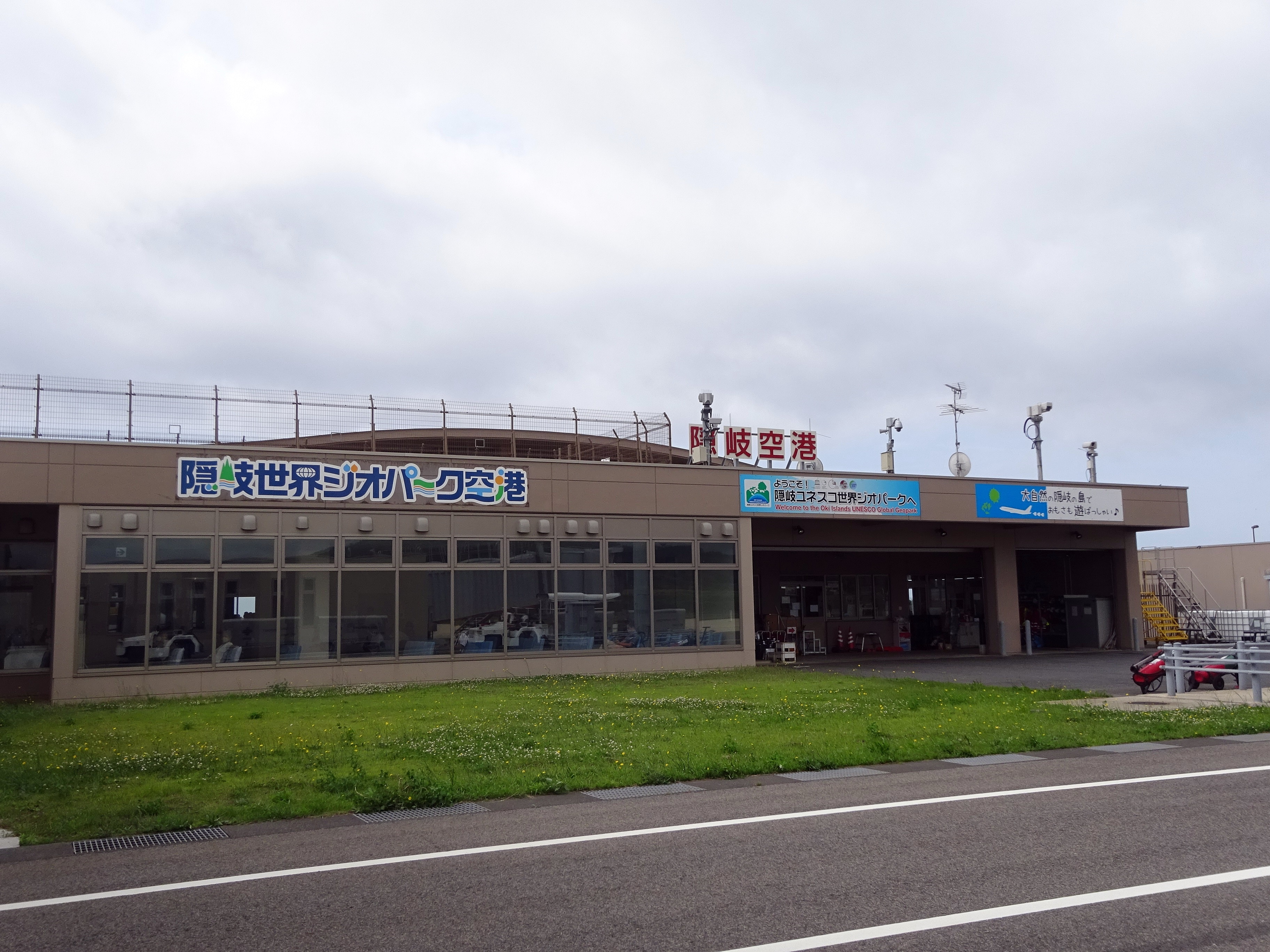
隠岐空港制限区域側

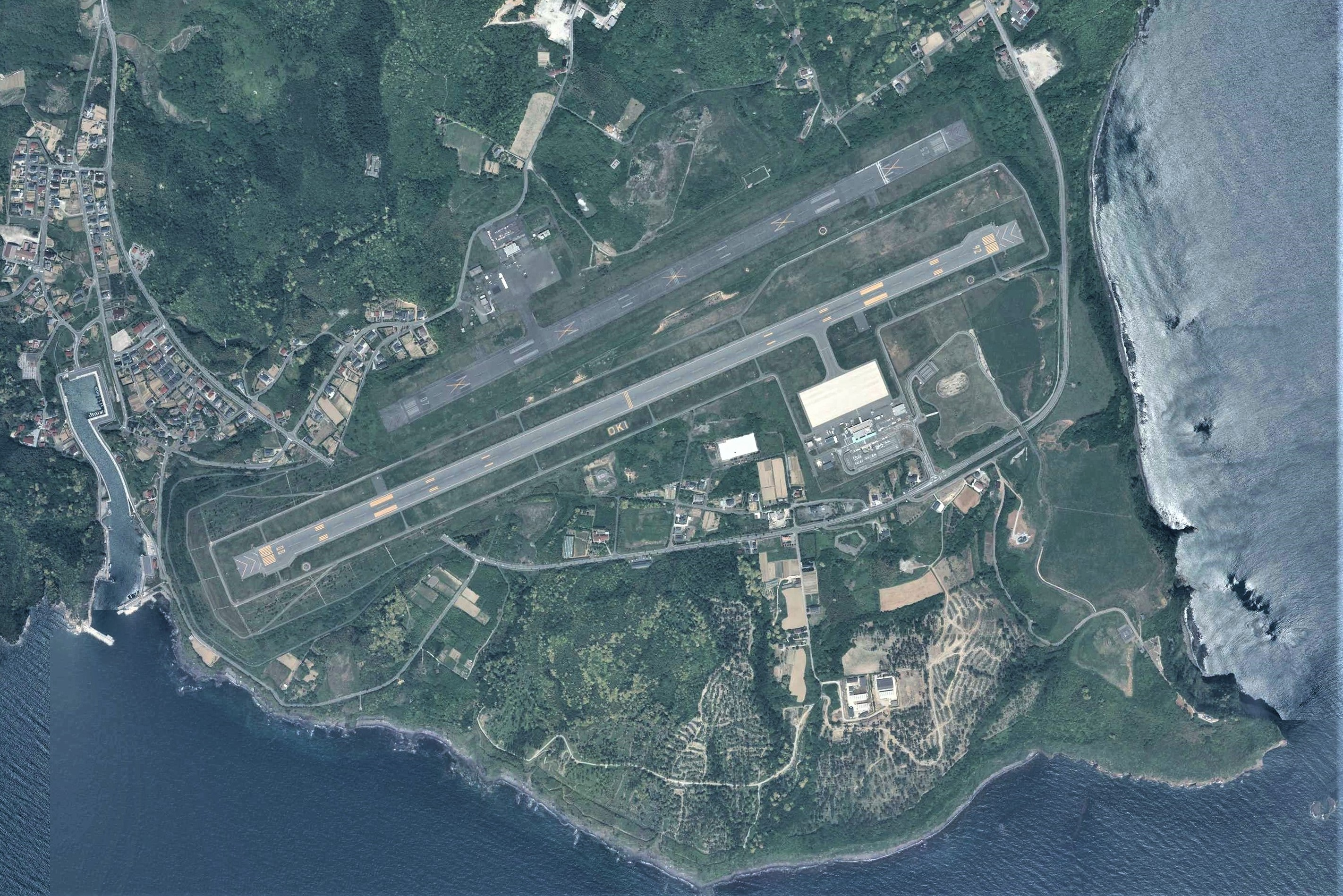
隠岐空港付近の2015年撮影空中写真。
。2015年撮影の2枚を合成作成。

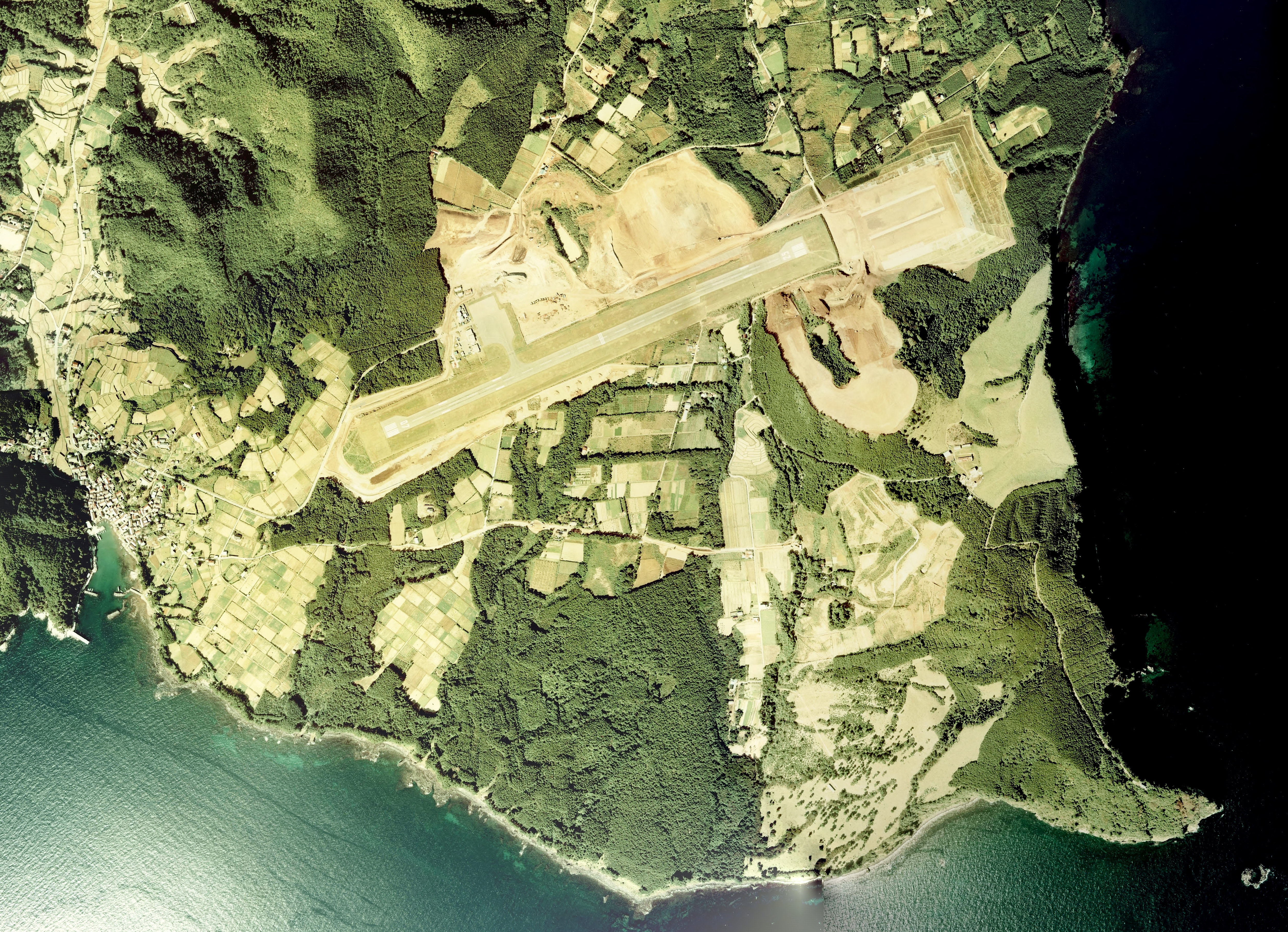
隠岐空港付近の1977年撮影空中写真。当時の滑走路延長は1,200メートル。
。1977年撮影の6枚を合成作成。

- 1962年（昭和37年）12月16日 - 空港の建設に着手[13]。
- 1965年（昭和40年）8月1日 - 開港[2][6]。航空法第79条のただし書の規定による場外離着陸場として開設（滑走路1,200m×30m）[13]。東亜航空（のちの日本エアシステム）の米子空港不定期便運航開始[13]。
- 1966年（昭和41年）7月1日 - 東亜航空の出雲空港不定期便運航開始[13]。
- 1968年（昭和43年）7月25日 - 第三種空港として供用開始[13]。米子空港便、出雲空港便を定期便化。
- 1975年（昭和50年）4月1日 - 東亜国内航空の大阪国際空港便運航開始[14]。
- 1978年（昭和53年）11月1日 - 滑走路延長等の工事のため供用休止[14]。
- 1979年（昭和54年）4月1日 - 供用再開（滑走路1,500m×45m）[14]。
- 1998年（平成10年）3月1日 - 米子空港便休止[15]。
- 1999年（平成11年）7月 - 旧空港の南側隣接地に新空港建設工事開始。
- 2003年（平成15年）10月1日 - 空港の航空管制を大阪国際空港の大阪飛行援助センター（大阪FSC）へ移管、リモート空港へ移行[16]。
- 2006年（平成18年）
  - 3月20日 - 現在のターミナルビルが完成[16]。
  - 7月6日 - 新空港供用開始（滑走路2,000m）[2][16]、ジェット化。旧空港廃止。
- 2015年（平成27年）7月 - 「隠岐世界ジオパーク空港」の愛称を設定。
- 2021年（令和3年）
  - 8月10日 - ボーディングブリッジが完成[17]。
  - 10月22日 - ターミナルビルの増築が完成[17]。
  - 10月31日 - 東京国際空港から日本航空 (JAL) のチャーター便が運航される（11月2日に帰路、同空港との路線は初就航）[18][19]。
- 2022年（令和4年）5月15日 - 東京国際空港からフジドリームエアラインズ (FDA) のチャーター便が運航される（FDAの東京国際空港乗り入れは初めて）[20][21]。

## 施設
ターミナルビル
平屋建で、ボーディングブリッジが1基設置されている。2021年には、ターミナルビルの待合室や出発ロビーが拡張されている。
- 売店（9:00 - 16:00）
- 喫茶店（9:30 - 17:00、火曜日定休）
- 屋上展望デッキ
- 隠岐の島警察署隠岐空港派出所[22]

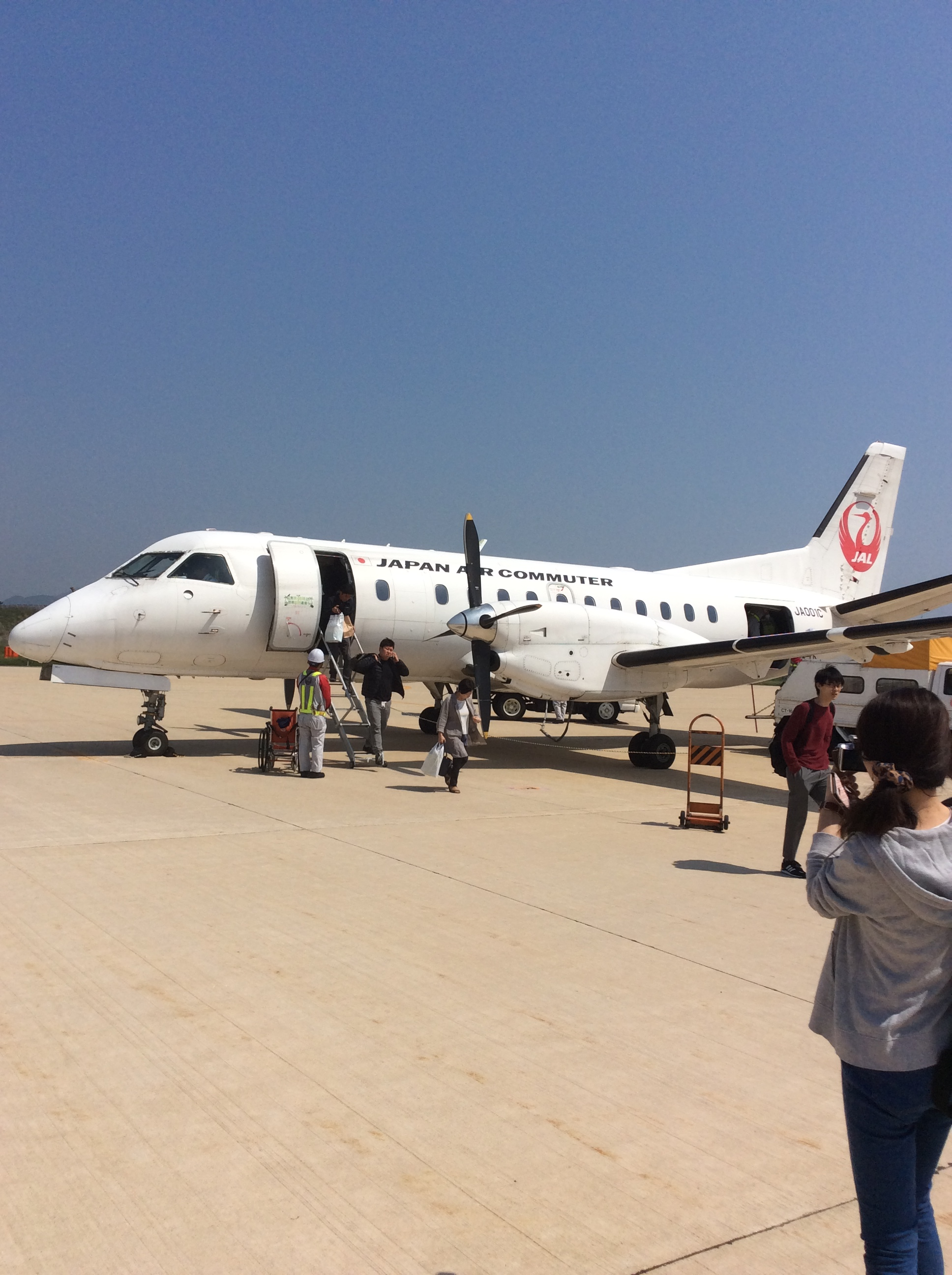
到着したSaab340
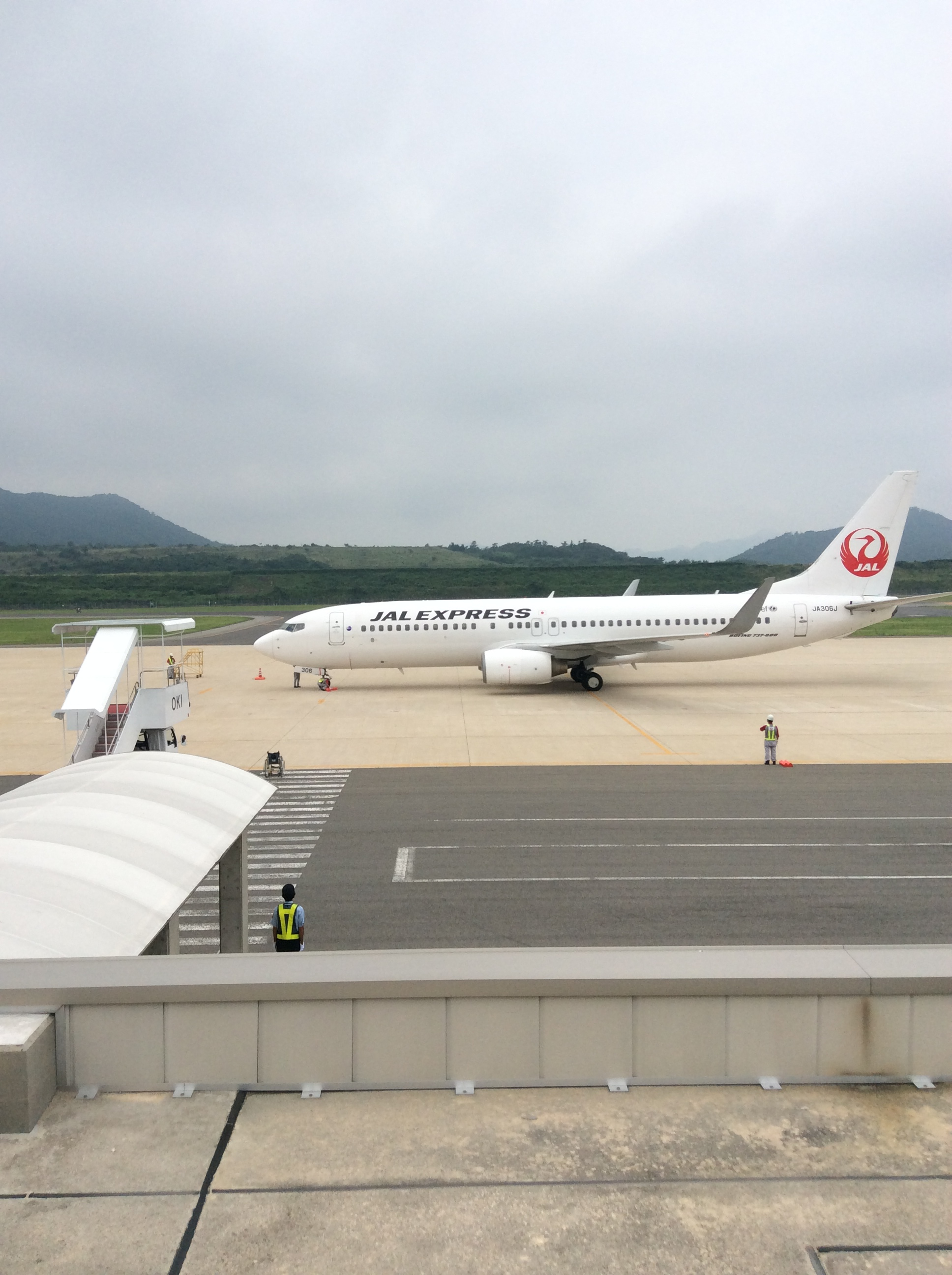
現ターミナルからのB737-800
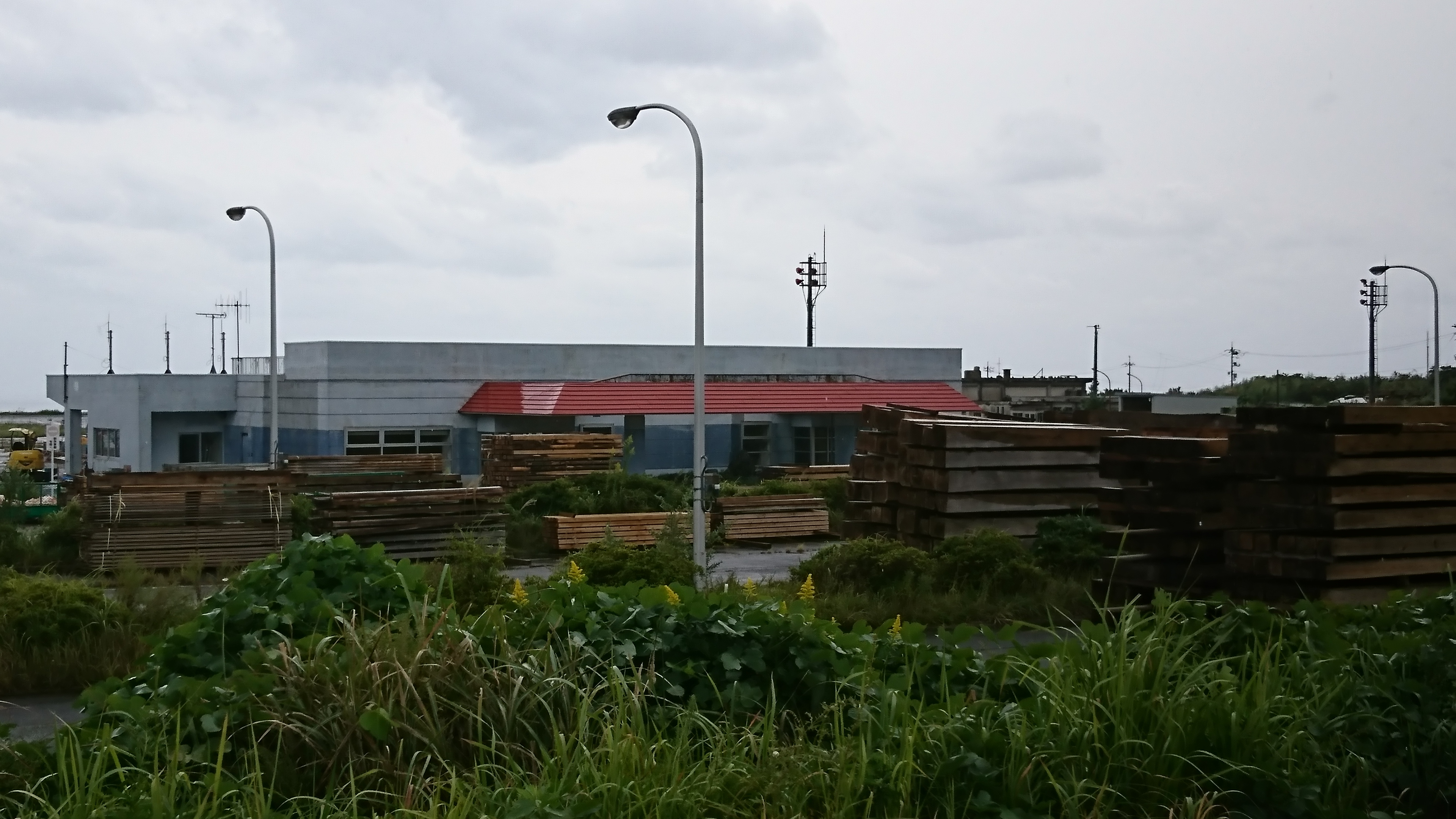
資材置き場と化した隠岐空港旧ターミナルビル（2018年）
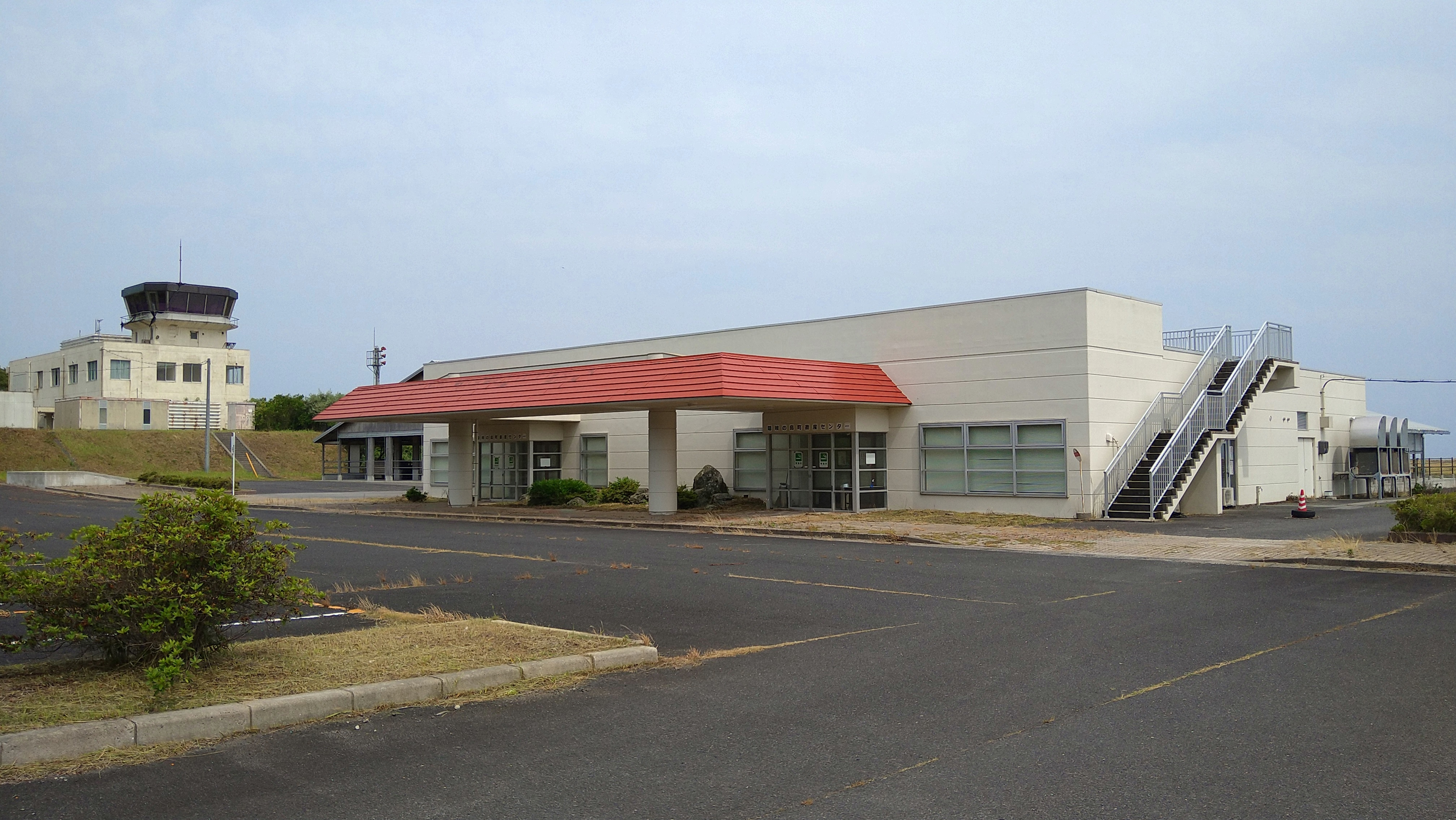
隠岐空港旧ターミナルビルを再活用した隠岐の島町畜産センター（2018年6月開設）
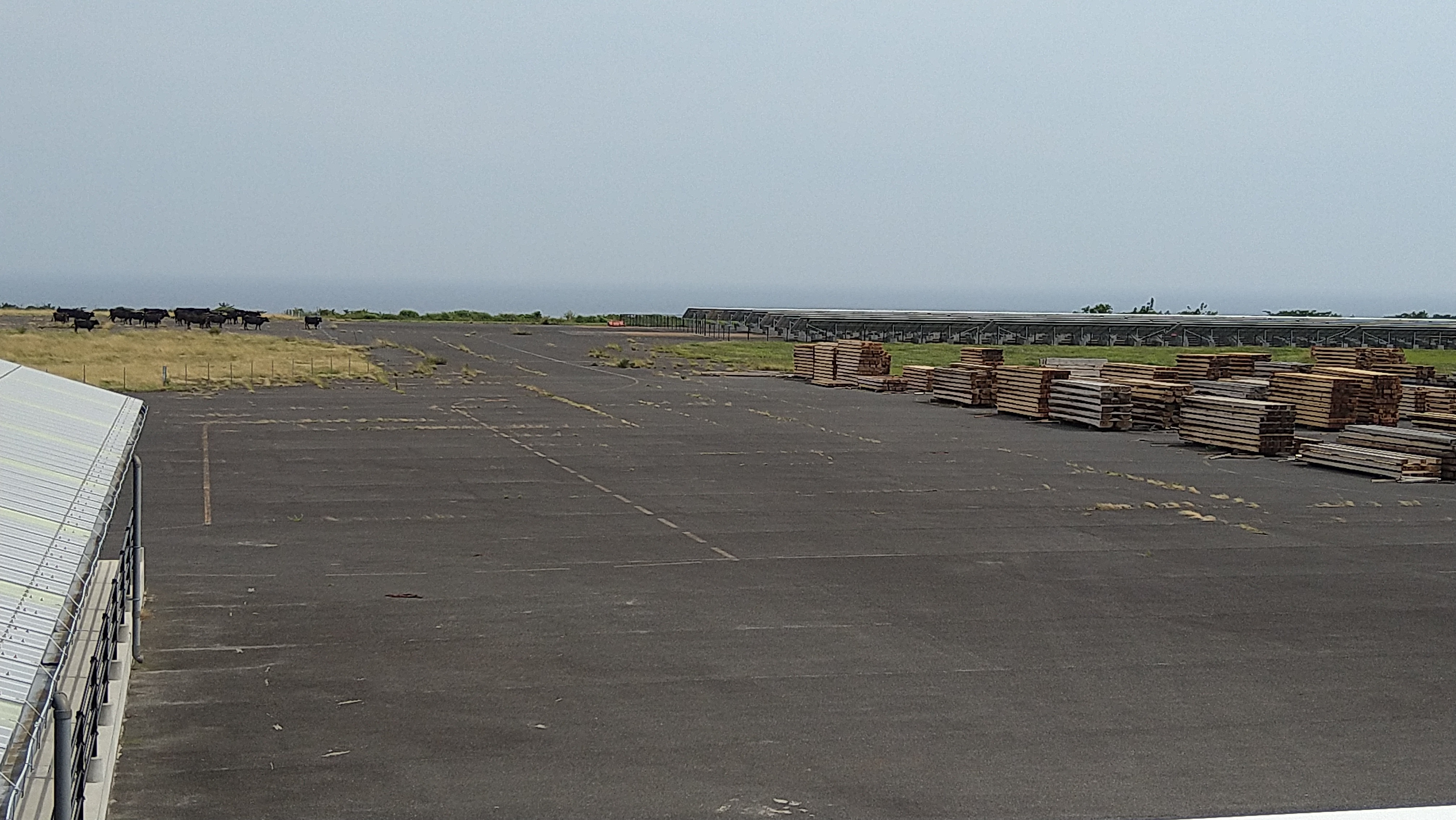
旧滑走路は牛の放牧地となり、一部は太陽光発電パネルが設置された
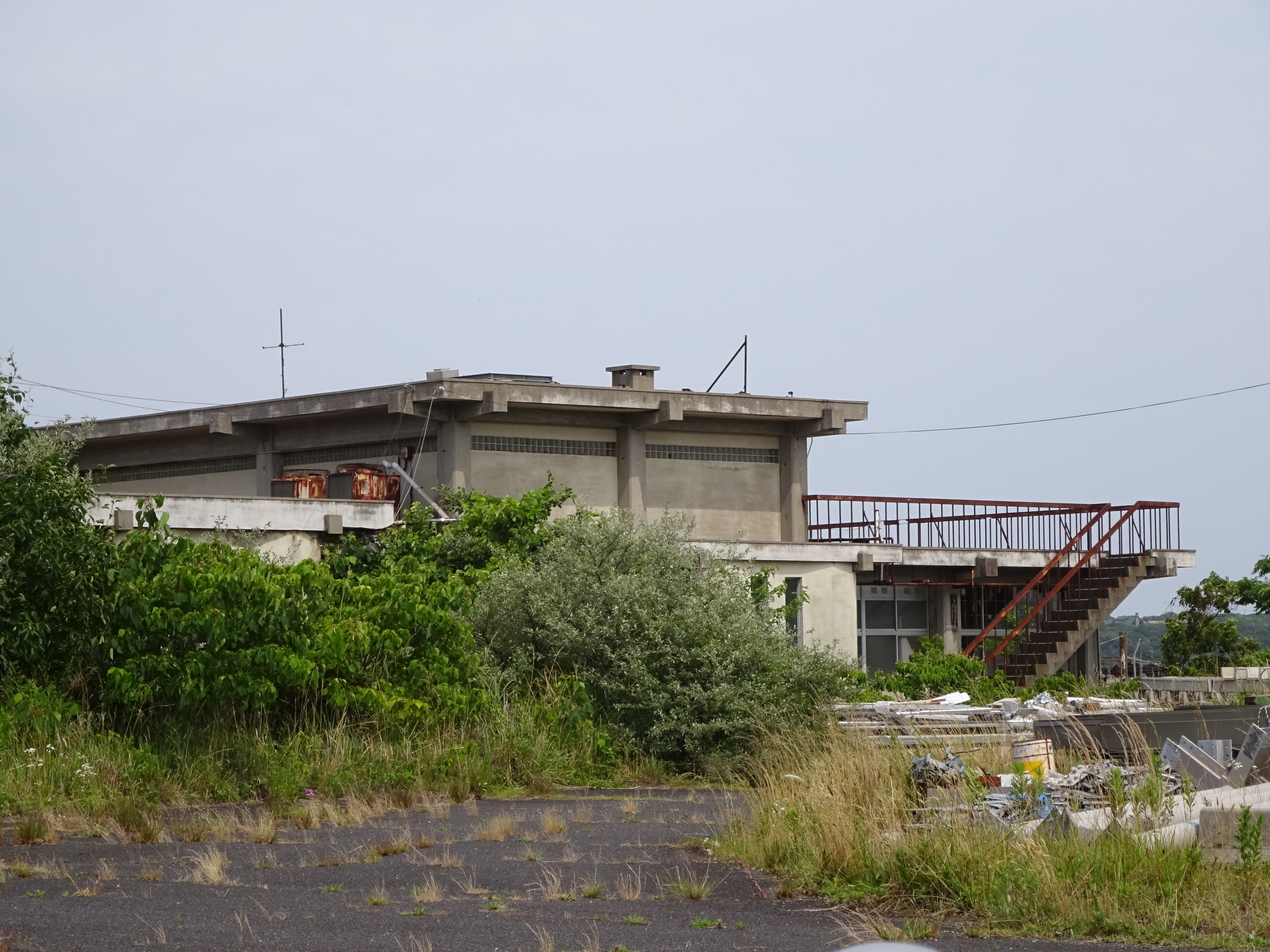
現存する、開港時の初代ターミナルビル

## 路線
| 航空会社       | 就航地                             |
| -------------- | ---------------------------------- |
| 日本航空 (JAL) | 大阪国際空港（伊丹空港）、出雲空港 |

かつての定期就航路線
- 米子空港[23]

## 交通
隠岐一畑交通の路線バスが運行されているが、本数が少なく最終便が早いため、同社ウェブサイトの時刻表では、「町内の移動はレンタカーのご利用もご検討ください」との記述がある。
- 隠岐空港連絡バス：「隠岐ポートプラザ前」経由「隠岐一畑交通」行き[3][24]